# Ivanyči
Ivanyči (ukrajinsky Іваничі, rusky Иваничи – Ivaniči) jsou městys (ukrajinsky selyšče) ve Volyňské oblasti na Ukrajině. K roku 2024 v nich žilo bezmála 6 tisíce obyvatel.

## Poloha a doprava
Ivanyči leží na jihozápadě Volyňské oblasti ve Volodymyrském rajónu jen několik kilometrů od jižně ležící hranice s Lvovskou oblastí. Nejbližší město je Novovolynsk ležící přibližně pětadvacet kilometrů severozápadně poblíž polsko-ukrajinské hranice.
Od roku 1915 vede přes městys železniční trať ze Sokalu do Volodymyru, jeden z úseků železniční tratě Jarosław – Kovel. 

## Dějiny
První zmínka je z roku 1545 a do roku 1795 patřily Ivanyči do Belzského vojvodství v Polsko-litevské unii. Po dělení Polska se staly součástí Volyňské gubernie v Ruském impériu. Po konci první světové války se staly součástí druhé Polské republiky, kde patřily do Volyňského vojvodství. Na počátku druhé světové války je obsadil nejprve Sovětský svaz a následně v roce 1941 nacistické Německo. Po konci války se staly součástí Ukrajinské sovětské socialistické republiky v Sovětském svazu. V roce 1951 získaly status městysu. Od roku 1991 jsou součástí samostatné Ukrajiny.

### Rodáci
- Ihor Oleksandrovyč Lapin (* 1969), právník a vojenský velitel
- Oksana Kuchtová (* 1994), zápasnice ve volném stylu